# Юсов, Дмитрий Александрович
Дми́трий Алекса́ндрович Ю́сов (укр. Дмитро Олександрович Юсов; род. 11 мая 1993, Мелитополь, Запорожская область) — украинский футболист, полузащитник клуба «Улытау».

## Игровая карьера
Родился в Мелитополе. В 12 летнем возрасте переехал в Запорожье, где начал заниматься в футбольной академии «Металлурга». После завершения обучения остался в структуре «металлургов». Играл во второй команде и в дубле. В Премьер-лиге дебютировал 4 мая 2013 года в игре против «Ворсклы», заменив на 64-й минуте Игоря Коротецкого. С весны 2014 года регулярно появляется в составе первой команды «Металлурга». В декабре 2015 года покинул клуб в связи с процессом его ликвидации и занялся поиском новой команды, параллельно с восстановлением после полученной в ноябре травмы.
В марте 2016 вместе с ещё одним украинцем Александром Насоновым заключил годичный контракт с «Гранитом» (Микашевичи, Беларусь).

## Стиль игры
Александр Прошута, обозреватель портала Football.ua в феврале 2013 года так охарактеризовал Юсова: «Юсов — один из тех, кого называют „светлыми головами“. Полузащитник очень прилично видит поле, способен отдать обостряющую передачу, но что ещё более ценно — способен взять игру на себя, обыграв нескольких соперников. Обладает хорошо поставленным ударом, хорошо играет головой. Юсова чем-то можно сравнить с Сергеем Сидорчуком, уже проторившим путь в киевское „Динамо“: правда, Дмитрий изначально более ориентирован на созидание, нежели центрхав-разрушитель Сидорчук.».